# Thompson Submachine Gun
Con Thompson Submachine Gun (spesso anche Thompson o Tommy Gun) si indica una gamma di un mitra, i cui primi modelli furono ideati da John Taliaferro Thompson nel 1919.
Progettate e prodotte negli USA nella prima metà del XX secolo, le armi divennero molto famose ed utilizzate durante il proibizionismo si guadagnarono numerosi soprannomi: Tommy Gun, Trench Broom, Trench Sweeper, Chicago Typewriter, Chicago Piano, Chicago Style, Chicago Organ Grinder e The Chopper.
Fu un'arma molto utilizzata da militari, criminali, forze di polizia e anche civili per la sua ergonomia, la compattezza, l'elevata frequenza di fuoco e il proiettile calibro .45 ACP impiegato, sebbene risultasse piuttosto pesante da imbracciare.

## Storia

### Il progetto

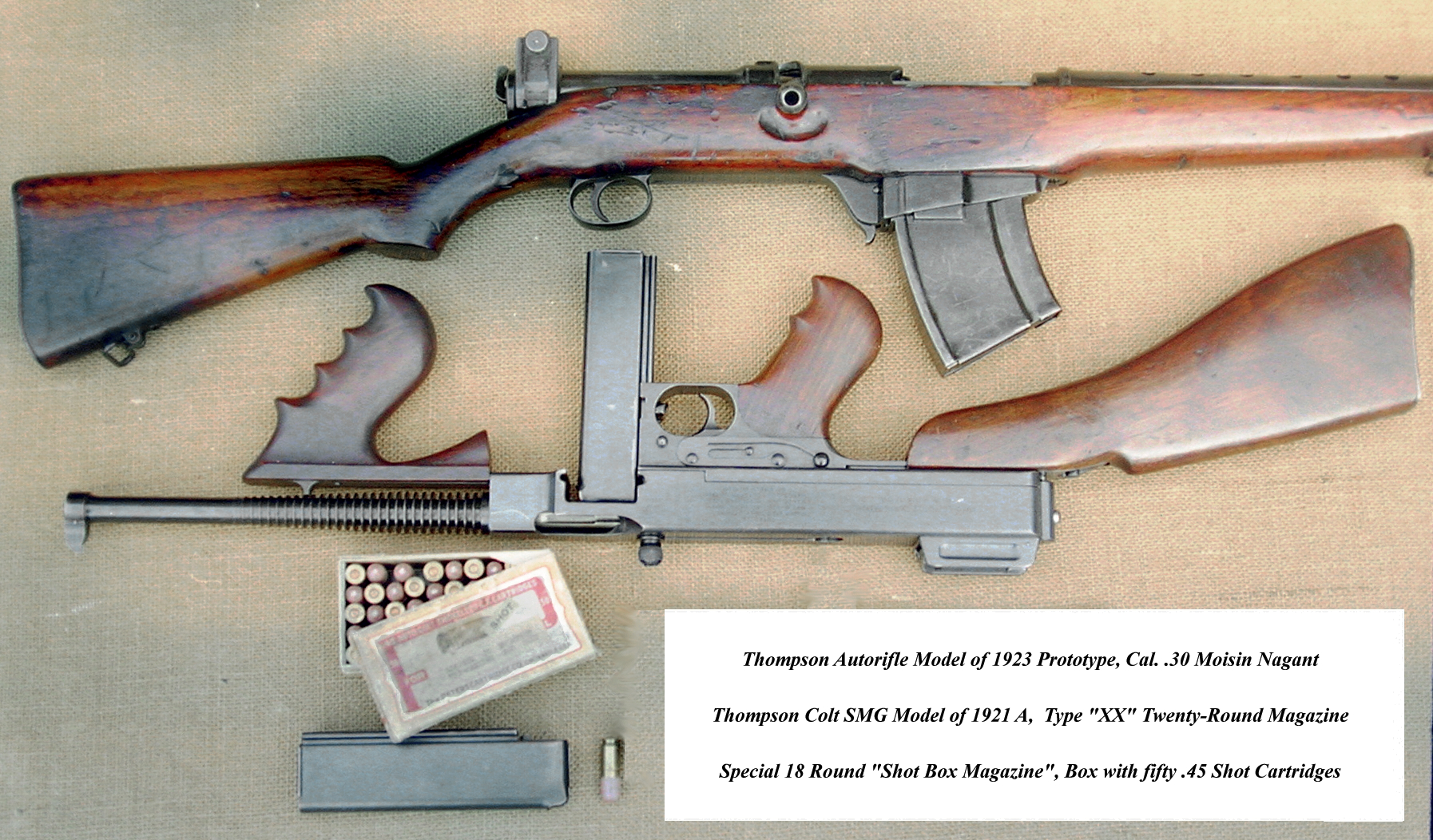
Confronto tra il Thompson Autorifle (prima idea del progettista) e l'arma definitiva in versione M1928

Venne progettato dal generale John Taliaferro Thompson, alla ricerca di un fucile semiautomatico per rimpiazzare i fucili bolt-action allora in servizio. Cercando un sistema di operazione che prescindesse dai complessi sistemi a gas, Thompson venne a sapere della teoria di John Blish sull'adesione di superfici metalliche inclinate sotto pressione, un principio, noto come principio Blish, che si rivelerà in realtà del tutto infondato. Il sistema avrebbe dovuto garantire sicurezza agendo da meccanismo di ritardo in apertura: quando il colpo veniva sparato, l'otturatore non arretrava immediatamente, in quanto bloccato dal piccolo gancio che scorreva in verticale al momento di bloccaggio. Il sistema, inoltre, grazie a due scanalature poste a circa mezzo centimetro di distanza l'una dall'altra (nella parte inferiore dell'otturatore) garantiva lo sparo di due colpi in successione anche nel caso il primo colpo avesse poca carica e quindi non riuscisse a spingere l'otturatore a fine corsa. Thompson conobbe Thomas F. Ryan che lo finanziò per l'apertura della Auto-Ordnance Company nel 1916. Thompson fu affiancato nel suo lavoro da Theodor H. Eickhoff, Oscar V. Payne e George E. Goll. Alla fine del 1917, i limiti del sistema Blish erano ormai evidenti: piuttosto che funzionare come sistema di chiusura, il meccanismo agiva come dispositivo ad apertura ritardata. Si giunse alla conclusione che l'unica munizione adattabile a questo sistema fosse la .45 ACP.
A questo punto, Thompson modificò lo scopo del suo progetto, cercando di introdurre un'arma automatica che potesse essere imbracciata agevolmente dai soldati ed utilizzata per muoversi in spazi ristretti, come le trincee. Payne diede forma fisica all'arma e ai caricatori. Il progetto prese il nome di "Annihilator I", e nel 1918 la maggior parte dei difetti del progetto erano stati corretti o aggirati. Tuttavia, la guerra finì prima che l'arma fosse pronta ad essere prodotta in massa.
L'arma fu la prima della storia a essere definita submachine gun (ovvero pistola mitragliatrice), nonostante altre armi fossero state sviluppate con finalità analoghe. L'arma si poneva come spazza-trincee, ruolo in cui il B.A.R. non si era rivelato molto efficace a causa dell'elevata lunghezza. La stessa tattica era stata già messa in atto dai tedeschi con la consegna alle Stoßtrupp dei nuovi MP 18.

### I modelli M1921 e l'entrata in produzione

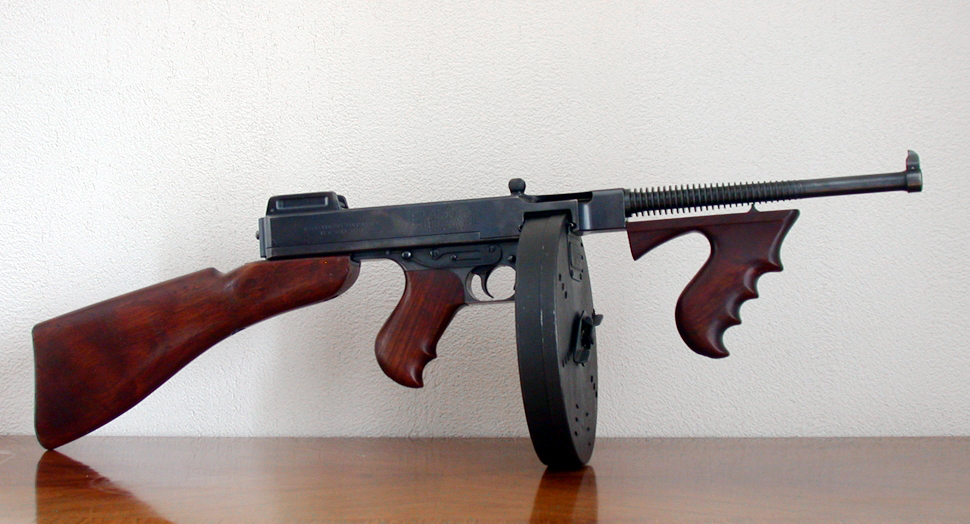
Un Thompson M1921 con caricatore Type C da 100 colpi

Il Thompson entrò in produzione come M1921. Era disponibile per i civili, sebbene il suo prezzo molto alto portasse a poche vendite (un Thompson con caricatore Type XX era prezzato 200 $ al tempo in cui una vettura Ford era venduta a 400 $). La nuova arma venne venduta in piccole quantità al Servizio di Ispezione Postale e alla marina.
In seguito, fu venduto alla polizia americana e ad alcuni reparti di eserciti del Centro e Sud America. I Marines usarono il Thompson nelle guerre della banana e in Cina. Divenne popolare tra le truppe come ottima arma per difesa contro le imboscate della guerriglia nicaraguense. Le uniche critiche mosse all'arma furono dovute al suo peso elevato, alla scarsa precisione sopra i 50 m e alla mancanza di penetrazione dei proiettili .45 ACP.
Alcuni Thompson vennero acquistati dagli agenti della Repubblica Irlandese, tra cui il famoso Harry Boland. Ne vennero acquistati 653, ma ben 495 mitragliatori furono sequestrati dalle autorità statunitensi a New York nel giugno 1921. L'arma non si rivelò tuttavia molto efficace in Irlanda: solo nel 32% delle azioni l'arma causò perdite ingenti ai nemici. Il Thompson raggiunse la sua massima notorietà nelle mani dei gangster durante il proibizionismo e durante la Grande depressione, con il cinema fautore di buona parte della sua fama.
Nel 1926 il compensatore Cutts venne messo in commercio come aggiunta opzionale per il modello M1921. L'arma prese la denominazione N°21 AC (venduta al prezzo standard di 200 $), mentre la versione senza compensatore venne deprezzata a 175 $. Anche la Cina acquistò diverse armi per difendersi dall'offensiva giapponese, e ne produsse diverse copie senza licenza. L'FBI adottò il Thompson nel 1933 a seguito del massacro di Kansas City.

### Il modello M1928A1
Alla Savage Arms si cercò un modo per semplificare il modello M1928 A1. Il progetto portò alla nascita, nel febbraio 1942, di un nuovo prototipo, che venne accettato e rinominato M1 nell'aprile 1942. L'arma era prodotta dalla Savage Arms e dalla Auto-Ordnance e non permetteva più l'uso dei caricatori a tamburo, che si erano comunque rivelati inadatti alle operazioni belliche.

### L'impiego nella seconda guerra mondiale

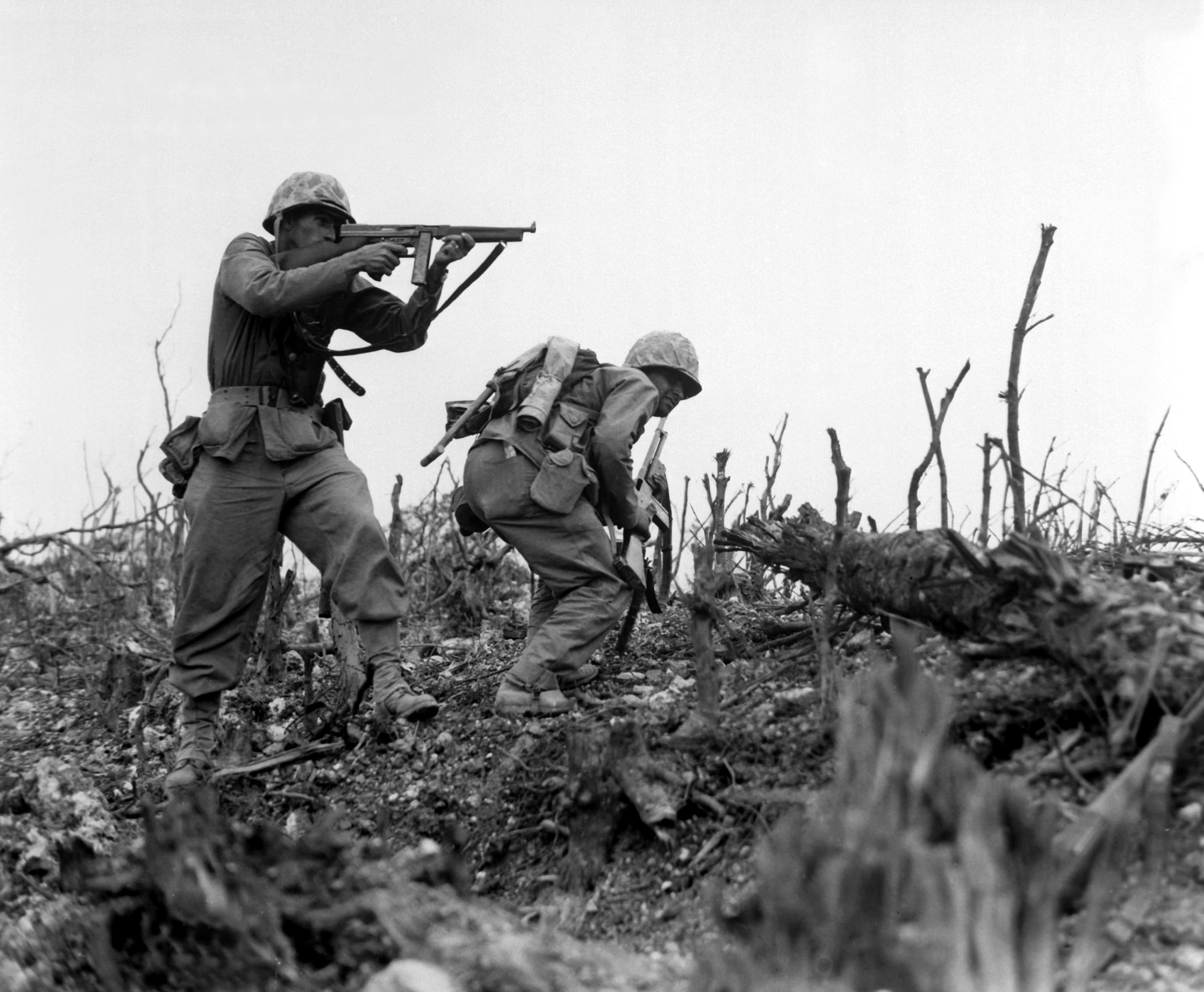
Battaglia di Okinawa: un marine punta un cecchino giapponese con un Thompson M1A1

Venne impiegato durante la seconda guerra mondiale come arma per gli esploratori, i comandanti di pattuglia e per gli ufficiali. Nel teatro europeo, l'arma venne impiegata intensivamente da canadesi e inglesi, nonché dai paracadutisti e Ranger americani, reparti a cui l'arma veniva fornita più frequentemente rispetto alle normali truppe di terra, dal momento che tali combattenti si trovavano a dover fronteggiare nemici sulla breve distanza, dove il potere d'arresto del Thompson non aveva rivali. Anche la Svezia, tra il 1940 e il 1951, si servì di una variante del Thompson denominata Kulsprutepistol m/40. Anche l'Unione Sovietica ricevette numerosi esemplari di Thompson, ma il suo uso fu molto limitato a causa della scarsità in Russia di munizioni calibro .45 ACP.
Nel Pacifico, l'arma vide uso molto esteso anche da parte degli australiani nel ruolo di arma per le pattuglie, ma il suo peso molto elevato portò alla sua rapida sostituzione con i più maneggevoli Owen e Austen Submachine Gun. L'arma si rivelò poco adatta ai combattimenti nella giungla, dal momento che il proiettile .45, molto lento, non riusciva a perforare gran parte degli alberi o delle protezioni (nel 1923, l'esercito aveva rifiutato il proiettile .45 Remington-Thompson, che possedeva un'energia cinetica doppia rispetto al .45 ACP). Anche le pattuglie furono inizialmente dotate di Thompson, ma l'arma venne presto rimpiazzata dal BAR per la difesa di postazioni fisse e come arma di chiusura per le code di pattuglia.

### Il modello sperimentale T2 e la carabina Inland/Hyde M2
Dati i costi estremamente elevati necessari alla produzione dell'arma, nel biennio 1941/1942 si cominciò a pensare alla sostituzione del Thompson con una nuova arma dal costo inferiore. Thompson inviò un suo nuovo prototipo di arma, denominato genericamente Auto-Ordnance T2. L'arma consisteva semplicemente di un castello tubulare fissato tramite viti ad una calciatura in legno integrale simile a quella di un Garand M1. Il funzionamento dell'arma fu convertito a rinculo semplice, senza le complicazioni del sistema Blish, l'arma continuava ad utilizzare i caricatori a stecca del Thompson (con un sistema di sgancio semplificato) mentre venne introdotto un grilletto "progressivo" (simile a quanto si vede nel moderno AUG) che permetteva di passare da fuoco singolo (pressione leggera e rilascio del grilletto) a fuoco automatico (pressione a fine corsa del meccanismo) senza bisogno di un selettore esterno. L'arma fu presa in carico per le prove ma si dimostrò altamente inaffidabile (registrò ben 60 malfunzionamenti, di cui una trentina attribuiti alla rottura del complesso gruppo grilletto installato) e difficile da maneggiare nel fuoco a raffica a causa della curvatura del calcio che causava lo scivolamento dell'arma dalla spalla del tiratore.
L'altro progetto venne inviato da George Hyde con la denominazione Inland/Hyde M2, prodotto dalla stessa azienda responsabile per l'ideazione della Carabina M1. Si trattava di una pistola mitragliatrice calibro .45 semplificata che si dimostrò molto efficace durante i test e venne scelta come sostituto del Thompson. Tuttavia, la produzione si fermò dopo solo 500 esemplari e nessuno di essi venne mai impiegato in azioni belliche. Era infatti stato messo a punto il nuovo M3 Grease Gun, molto più semplice ed economico che entrò in produzione del 1943. Tuttavia, i ritardi nell'avvio della produzione e i dubbi sull'effettiva efficacia dell'arma non portarono mai alla sostituzione definitiva del Thompson, che rimase dunque in prima linea fino alla fine della guerra e anche oltre. Alla fine del conflitto, con una produzione totale di 1.500.000 esemplari, il Thompson si poneva in superiorità all'M3 in rapporto di tre armi a uno.

### Nel secondo dopoguerra
Il Thompson venne impiegato anche durante la guerra arabo-israeliana del 1948 da entrambi gli schieramenti. Dopo il 1953, il Thompson venne fornito in dotazione all'Unità 101.
Durante la guerra civile greca, il Thompson vide di nuovo il campo di battaglia. Le armi venivano fornite alla polizia e all'esercito greco sia dal Regno Unito che dagli Stati Uniti. Durante la guerra di Corea, il Thompson venne usato sia dagli americani che dalle forze sudcoreane, sebbene l'arma fosse stata sostituita dall'M3. A causa del gran numero di mitra disponibili negli arsenali rimase comunque un'arma impiegata in azioni belliche nonostante la sua effettiva sostituzione.
Durante la guerra civile cinese, diverse armi vennero cedute alle forze cinesi di Mao dopo la caduta del governo di Chiang Kai-shek nel 1949. Durante la rivoluzione cubana, il Thompson era in dotazione ad alcuni reparti delle forze di guerriglia di Castro. Durante la guerra del Vietnam, l'arma vide ancora una volta l'azione, fino a quando venne sostituita nel suo ruolo dal nuovo M16. Non solo gli americani usarono l'arma, ma si trovarono ad affrontare le forze nemiche armate con lo stesso Thompson: i vietcong, infatti, apprezzarono particolarmente l'arma e ne produssero diversi esemplari nei loro laboratori di fortuna in mezzo alla giungla. Nel conflitto in Irlanda del Nord (1969-1998), il Thompson venne impiegato contro i paramilitari repubblicani. Secondo quanto affermato dallo storico Peter Hart «il Thompson fu una delle migliori armi in dotazione all'IRA fino a quando venne sostituito negli anni '70 dalla serie ArmaLite e dall'AK-47». L'arma venne usata anche dalle forze dell'FBI fino al 1976 quando dichiarata obsoleta, venne dismesso dal servizio.

## L'interesse per i collezionisti
A causa della loro qualità, ma soprattutto della loro relazione con il secondo conflitto mondiale e il periodo delle stragi mafiose, i Thompson sono armi molto ricercate dai collezionisti. La Colt di Hartford venne incaricata di produrre i primi 15.000 esemplari nel 1920.
I modelli M1921 (A o AC), M1927 (A o AC), M1928 Navy (A o AC), se ben conservati e funzionanti con le loro parti originali, possono facilmente raggiungere prezzi che variano dai 25.000 ai 50.000 $. Nel periodo della seconda guerra mondiale vennero prodotti circa 1.700.000 Thompson, di cui 1.387.134 vennero convertiti e/o semplificati nei nuovi M1 e M1 A1 (senza chiusura Blish). Dopo il secondo conflitto mondiale, la Numrich Arms acquisì quanto rimaneva della Auto-Ordnance ma non riprese la produzione di repliche Thompson fino al 1974.
Un modello M1921 A, ritenuto appartenente alla coppia di banditi Bonnie e Clyde (ma senza la documentazione storica che ne attesti la reale provenienza), è stato venduto il 21 giugno 2012 a Kansas City per 130.000 $.
Repliche semiautomatiche dell'arma vengono prodotte dalla divisione Auto-Ordnance Company della Kahr Arms (che non ha alcuna relazione con la AOC fondata da Thompson) al prezzo di circa 1.250 $.

## Caratteristiche tecniche

### Meccanica

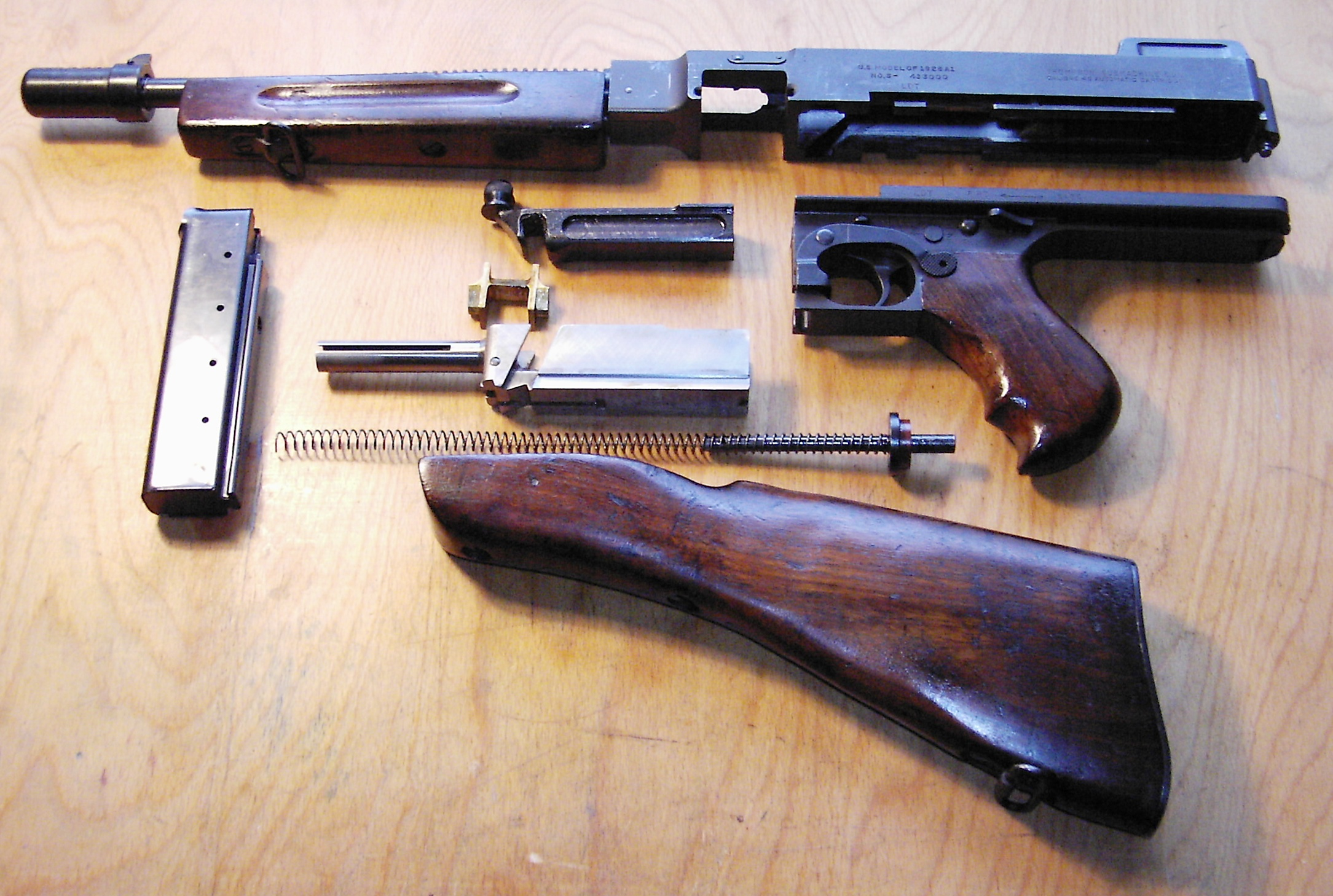
L'arma completamente smontata

I primi modelli dell'arma avevano un rateo di fuoco molto alto (con un massimo teorico di 1.500 colpi a minuto), che variava generalmente dagli 850 colpi al minuto (per le forze dell'ordine) ai 720 colpi al minuto (per i militari). In seguito, il rateo venne ridotto a 600 colpi al minuto nei modelli M1 e M1 A1. Questo elevato rateo di fuoco, considerando anche la forte inclinazione verso il basso del calcio e la lunga corsa del grilletto, aveva il difetto di aumentare in maniera eccessiva il rilevamento dell'arma in modalità automatica. Se paragonate alle pistole mitragliatrici coeve da 9 mm, il Thompson risultava molto più pesante della media, arrivando a pesare quasi quanto un fucile M1: fu questo l'unico vero difetto che le truppe riscontrarono nell'arma
Nonostante l'enorme volume di fuoco che avrebbe potuto fornire, il caricatore a tamburo dell'arma si rivelò inadatto alle operazioni militari, in quanto ingombrante, pesante e soprattutto fonte di fastidiosi rumori quando non completamente pieno. Per queste ragioni, i caricatori a stecca da 20 o 30 colpi riscossero molto più successo in ambito militare, al punto che i modelli M1 e M1 A1 non supportavano nemmeno i caricatori a tamburo. Il Thompson fu una delle prime armi a utilizzare un caricatore bifilare.

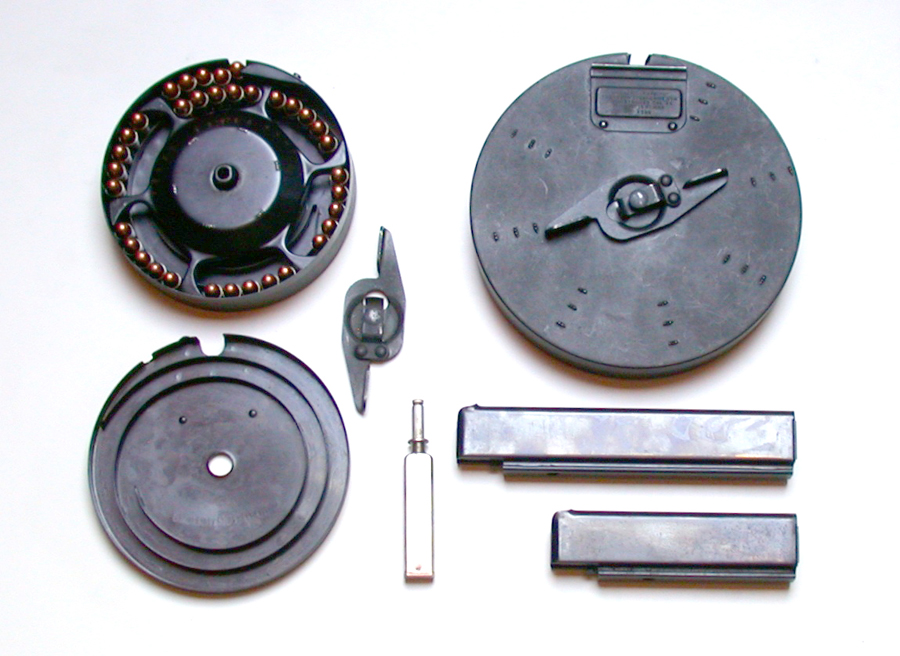
I vari caricatori del Thompson: Type L da 50 colpi (a sinistra), Type C da 100 colpi (a destra in alto), stecca da 30 colpi (centrale a destra) e stecca Type XX da 20 colpi (in basso a destra)

Inoltre, l'arma si rivelò molto più affidabile di altre in condizioni di tempo e terreno non ottimali. L'arma spara dalla posizione di otturatore aperto. Quando viene premuto il grilletto, l'otturatore viene rilasciato e nella corsa avanti incamera e spara il colpo in un unico movimento. Questa soluzione preveniva il rischio di spari accidentali nei momenti in cui la canna diveniva talmente calda da provocare la detonazione dei colpi incamerati.

### Caricatori
Gli utilizzatori dei modelli M1928 A1 si lamentarono fortemente dei caricatori L da 50 colpi; l'esercito inglese criticò pesantemente il loro elevato peso e l'elevato rumore che producevano, e rispedì indietro migliaia di caricatori da sostituire con le più pratiche stecche da 20/30 colpi. Per poter inserire il caricatore a tamburo, si doveva prima di tutto azionare la leva di armamento e poi il sistema di caricamento a scorrimento laterale rendeva l'operazione lenta e complessa, rendendo anche difficile la pulizia e lo sblocco dell'arma in caso di inceppamento. Inoltre, ricaricare il caricatore richiedeva molto più tempo di quanto fosse disponibile. Al contrario, il caricatore XX da 20 colpi era compatto e leggero, non produceva strani rumori e poteva essere inserito con l'arma non armata. L'inserimento avveniva dal basso verso l'alto e la cosa velocizzava il procedimento di sblocco in caso di inceppamento. Questi caricatori permettevano l'impiego del sistema hold-open, con cui l'otturatore rimaneva arretrato allo sparo dell'ultimo colpo. Il caricatore poteva essere facilmente e rapidamente riempito, ma fu criticato per la sua scarsa capacità. Per ovviare a questo, molti soldati accoppiavano due caricatori per velocizzare la ricarica. Come alternativa al caricatore XX vennero proposti due ulteriori prototipi: un caricatore a stecca da 30 colpi e un caricatore da 40 ottenuto saldando l'uno all'altro due caricatori da 20. I test provarono la superiore efficacia di entrambi rispetto ai vecchi XX e L, ma solo il modello da 30 venne approvato per il Thompson. L'altro modello fu in seguito applicato al mitra United Defense M42.

## Varianti

### Prototipi
- Persuader: variante alimentata a nastri sviluppata nel 1918. I primi Persuader da spedire oltreoceano raggiunsero i porti proprio l'11 novembre 1918, il giorno dell'armistizio[38].
  - Annihilator: variazione del Persuader, alimentata però con caricatori da 20 o 30 colpi. Solo in seguito si adattò l'arma ai caricatori da 50 e 100 colpi[senza fonte].
- M1919: prodotto in soli 40 esemplari, l'arma si rivelò subito molto difficile da azionare e controllare. Il rateo di fuoco si attestava sui 1.500 colpi al minuto[39]. L'arma usciva dalla fabbrica senza calcio e senza mira anteriore, così che i modelli più tardi risultano simili in tutto e per tutto al modello M1921. Solo il NYPD acquistò qualche esemplare di M1919. L'arma era vista più come una pistola automatica che come mitra in senso stretto. Furono tentate anche versioni con calibri diversi, tra cui .22 LR, .32 ACP, .38 ACP e 9 mm Parabellum.
- Thompson .30 Carbine: prima dell'adozione della Carabina M1, si pensò, viste le sue caratteristiche di compattezza, di realizzare una versione carabina dell'arma. La nuova variante era progettata sulla base dei modelli M1921/27 e si rivelò una buona arma, ma i costi di produzione erano troppo elevati per permettere una produzione di massa[senza fonte].

### Modelli prodotti

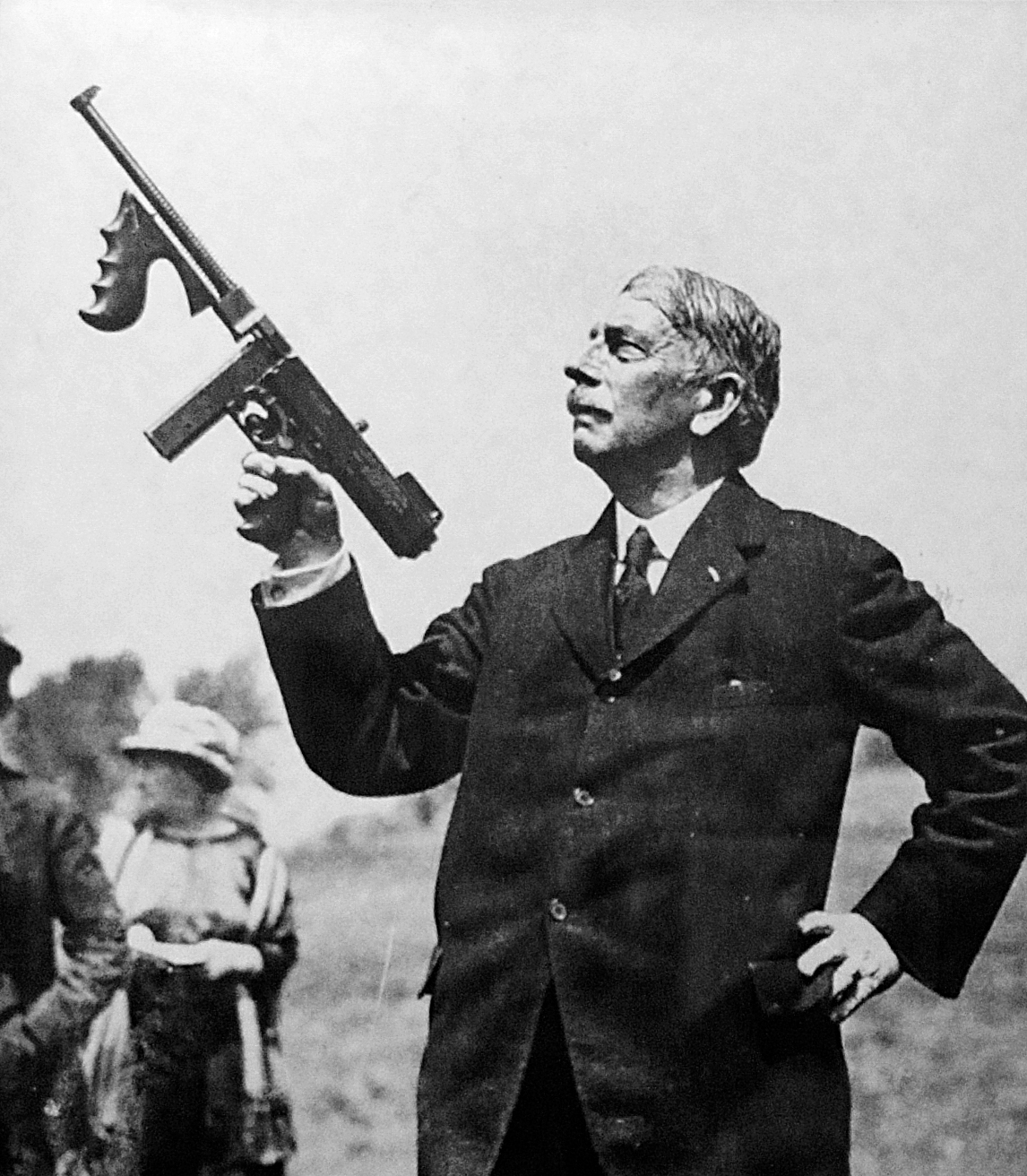
J.T. Thompson impugna la sua creazione, ancora senza calcio

- M1921: il primo modello a essere prodotto su larga scala. 15.000 esemplari vennero prodotti dalla Colt per la Auto-Ordnance. L'arma, nel suo progetto originale, era concepita prevalentemente per il tiro sportivo, in quanto dotata di mire regolabili e impugnatura anteriore. L'arma era molto costosa da produrre, a causa dei legni di alta qualità impiegati nella realizzazione e delle parti in metallo lavorate da macchinari di precisione. L'arma divenne famosa in mano a poliziotti e criminali[senza fonte].
- M1923: un tentativo da parte della Auto-Ordnance di introdurre un fucile automatico basato sull'M1921[40]. L'arma impiegava la munizione .45 Remington-Thompson da 250 grani, che permetteva una gittata di molto superiore al .45 ACP. L'arma presentava un calcio in asse con le parti mobili dell'arma, una canna da 14 pollici, un bipiede e un attacco per la baionetta. L'idea era quella di presentare un potenziale rivale per il BAR M1918 ma il prototipo della Auto-Ordnance ne uscì sconfitto, e venne quindi messo da parte[senza fonte].
- M1921 AC (1926): non una variante nel senso proprio, in quanto non presenta modifiche rilevanti in quanto a meccaniche. Nel 1926 venne messo a disposizione un compensatore Cutts come accessorio per gli M1921. L'arma, munita di compensatore, costava 200 $ e veniva venduta con la denominazione No. 21AC, mentre il prezzo della versione M1921 standard venne ridotto a 175 $[21].
- M1928: fu il primo modello ad essere impiegato in grandi quantità dall'esercito e dalla marina. L'arma era ottenuta modificando il progetto base del modello M1921. In particolare, era stato ridotto il rateo di fuoco dell'arma. Fu l'ultima arma adottata dall'esercito ad avere l'anno di adozione nella denominazione ufficiale. All'inizio della seconda guerra mondiale la grande richiesta di quest'arma salvò diverse imprese dalla bancarotta.
- M1928 A1: variante entrata in produzione poco prima dell'attacco giapponese a Pearl Harbor. I cambiamenti includevano la rimozione dell'impugnatura verticale (sostituita con un semplice paracanna in legno) e nell'aggiunta dei supporti per la cinghia. L'arma poteva accogliere sia caricatori a tamburo da 50 colpi che stecche da 20/30 colpi, ma i primi si dimostrarono poco adatti a situazioni di forte stress e/o scarsa pulizia e soprattutto pesanti e vennero rapidamente abbandonati. Con l'avanzare della guerra, altre semplificazioni vennero attuate, tra cui la sostituzione delle mire metalliche e la rimozione della zigrinatura della canna.[senza fonte]
- Esiste anche una variante M1928 fornita di calcio in asse con i meccanismi mobili dell'arma e un mirino totalmente regolabile per una migliore precisione[41].

### Varianti militari

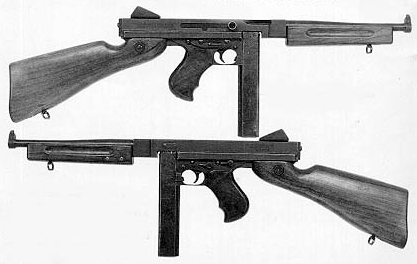
Vista di entrambi i lati di un M1A1

- M1: in risposta alle richieste di semplificazione avanzate dall'esercito, il modello M1 divenne lo standard per lo U.S. Army nel 1942 con la designazione ufficiale "U.S. Submachine Gun, Caliber .45, M1". Il rateo di fuoco venne ridotto a circa 650 colpi al minuto. Dispiegato al fronte nel 1943, l'arma presentava un sistema a rinculo semplice (non più ritardato come nei modelli precedenti), leva di armamento sul lato destro del castello (invece che sul lato superiore), mire metalliche fisse (al posto delle Lyman regolabili) e l'impossibilità di alimentazione tramite caricatori a tamburo. Venivano impiegati i nuovi caricatori a stecca da 30 colpi, che affiancarono quelli già noti da 20. Il compensatore Cutts e le feritoie di raffreddamento sulla canna vennero rimosse, e il calcio perse la possibilità di essere smontato dall'arma. I modelli più tardi presentano dei rinforzi in corrispondenza della giunzione calcio-castello per evitare la rottura del legno a causa delle vibrazioni e degli urti causati dal movimento della meccanica. La modifica divenne standard con gli M1A1 e venne parzialmente introdotta in alcuni M1928.
- M1 A1: standardizzato nell'ottobre 1942, lo "U.S.Submachine Gun, Caliber .45, M1 A1" poteva essere prodotto nella metà del tempo richiesto per un M1928. Il percussore, nel nuovo modello, era saldato alla testa dell'otturatore, risparmiando così la produzione di parti in più che avrebbero aumentato il tempo di produzione e i costi. Il prezzo dell'arma passò dai 209 $ (1939, M1928) ai 70 $ (1942, M1) e infine ai 45 $ (1944, M1 A1). Solo verso le fasi finali della guerra il Thompson M1 A1 cominciò a essere rimpiazzato dall'ancora più economico M3[senza fonte].

### Varianti semi-automatiche
- M1927: variante semiautomatica del modello M1921. Veniva realizzato semplicemente sostituendo agli M1921 le parti meccaniche che consentivano il fuoco automatico. Le scritte incise sul castello venivano realizzate sopra quelle già esistenti: al posto di "Thompson Submachine Gun" veniva inciso "Thompson Semi-automatic Carbine" mentre al posto di M1921 veniva inciso M1927. L'arma come già detto, pur essendo solo semiautomatica, era ottenuta per semplice sostituzione delle meccaniche che potevano quindi essere facilmente reinserite, ottenendo a tutti gli effetti un'arma completamente automatica. Gli M1927 in dotazione alla polizia venivano molto frequentemente riconvertiti per ottenere armi automatiche[42]. L'arma viene considerata a oggi vietata per due motivi principali: la facile convertibilità ad arma automatica e lo sparo da otturatore aperto[senza fonte].
- M1927A1: replica semiautomatica del Thompson, prodotta originariamente dalla Auto-Ordnance di West Hurley per il mercato civile dal 1974 al 1999. Dal 1999 la produzione è portata avanti dalla Kahr Arms di Worcester (Massachusetts). Il nome ufficiale è "Thompson Semi-automatic Carbine, Model of 1927 A1". Le meccaniche interne sono completamente diverse, tanto che l'arma spara da otturatore chiuso, e la canna è di 16,5 pollici (contro i 10,5 del modello standard). Le modifiche apportate al modello M1927 rendono legale la detenzione dell'arma ai sensi del National Firearms Act.
- TM1: replica semiautomatica della variante M1 (o M1 A1, a discrezione del compratore) prodotta dalla Auto-Ordnance e ufficialmente denominata "Thompson Semi-automatic Carbine, Caliber .45, M1".
- M1927A3: variante semiautomatica in calibro .22 LR prodotta dalla Auto-Ordnance di West Hurley.
- M1927A5: versione semiautomatica in configurazione pistola. Il corpo dell'arma è realizzato in alluminio per ridurre il peso complessivo. Viene prodotto dal 2008 dalla Kahr Arms di Worcester con la denominazione M1927 A1 TA5[senza fonte].

## Utilizzatori

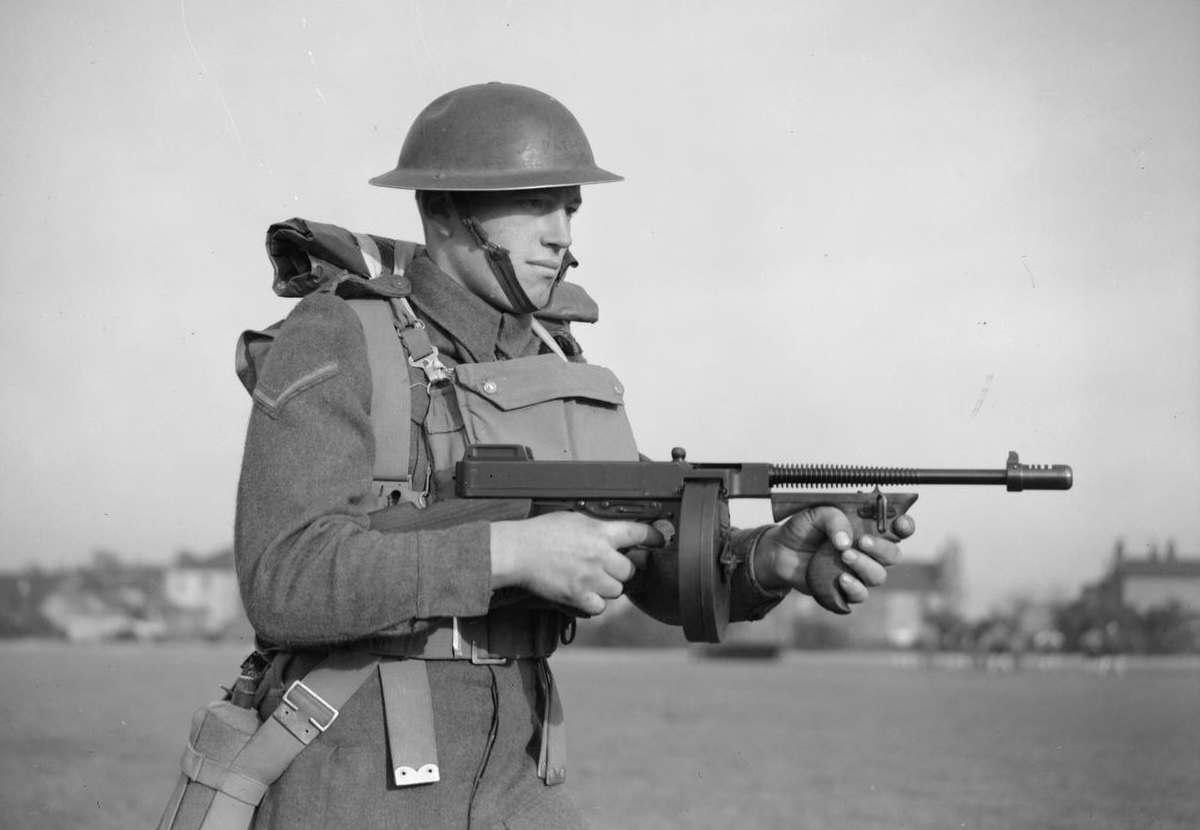
Un soldato britannico imbraccia il mitra M1928 (1940)

- Brasile: utilizzata dall'esercito brasiliano durante la Seconda guerra mondiale fino agli anni '80.
- Canada[43]
- Cina[44][45][46]
- Croazia[2]
- Francia[44]
- Grecia: in uso ai partigiani greci durante la seconda guerra mondiale[46][47].
- Haiti[48]
- India[46]
- Israele[31]
- Italia: esemplari catturati vennero usati dalle forze italiane fino all'armistizio dell'8 settembre 1943. Durante la resistenza contro l'occupazione nazifascista i partigiani ebbero a disposizione un certo numero di esemplari paracadutati dagli alleati.[49] Dopo la guerra vennero forniti alle truppe aviotrasportate e ai reparti carabinieri[50][51][52][53].
- Lussemburgo: gli M1A1 rimasero in servizio dal 1953 al 1967, quando vennero rimpiazzati dagli Uzi israeliani[54].
- Nuova Zelanda[2]
- Vietnam del Nord: copia realizzata senza licenza utilizzata dall'NVA nella guerra dell'Indocina[44].
- Portogallo: utilizzato in piccole quantità dalla polizia con la designazione m/1928[55].
- Vietnam del Sud[2]
- Unione Sovietica[56]
- Svezia[57]
- Regno Unito[18]
- Jugoslavia[58]